# Février 1888

## Événements
- 3 février - 16 juillet : expédition de Curt von François vers l'intérieur du Togo.
- 8 février : accord franco-britannique délimitant les sphères d’influence des deux pays en Somalie[1].
- 6 février : Bismarck fait allusion au Reichstag à une guerre sur deux fronts (France et Russie).
- 11 février :
  - le Reichstag porte à sept ans la durée du service militaire et à 700 000 le nombre des soldats mobilisables.
  - le roi des Matabélé, Lobengula, signe un traité d’amitié négocié par le résident britannique à Bulawayo John Smith Moffat (en), qui place le Matabeleland et le Mashonaland dans la sphère d’influence britannique[2].

- 27 février : échec des négociations pour le renouvellement des relations commerciales entre la France et l'Italie.

- 28 février : fondation à Bruxelles de la Société de propagande wallonne. Son objectif est de lutter contre les revendications flamandes et de défendre la suprématie du français.

## Naissances
- 2 février : John Foster Dulles, diplomate et géopolitologue américain, secrétaire d'État du président républicain Dwight D. Eisenhower († 24 mai 1959).
- 8 février : Giuseppe Ungaretti, poète italien († 2 juin 1970).
- 19 février :
  - John G. Adolfi, réalisateur américain († 11 mai 1933).
  - Aurora Quezon, féministe et philanthrope, épouse du président philippin († 28 avril 1949).
  - Hector Tiberghien, coureur cycliste belge († 17 août 1951).
- 20 février :
  - Georges Bernanos, écrivain et dramaturge français († 5 juillet 1948).
  - Vasyl Barvinsky, compositeur, pianiste et chef d'orchestre soviétique († 9 juin 1963).
- 28 février : George Pearkes, militaire canadien.
- 29 février :
  - Fanny Heldy, chanteuse d'opéra belge († 13 décembre 1973).
  - Domenico Tardini, cardinal italien, secrétaire d'État du Vatican († 30 juillet 1961).

## Décès
- 5 février : 
  - Anton Mauve, peintre néerlandais (° 18 septembre 1838).
  - Martin Powell, joueur de baseball américain (° 25 mars 1856).
- 28 février : Punteret (Joaquín Sans y Almenar), matador espagnol (° 10 octobre 1853).